# Datsun 17
La Datsun 17 è un'autovettura di piccole dimensioni costruita dalla casa automobilistica giapponese Datsun nel 1938.

## Storia

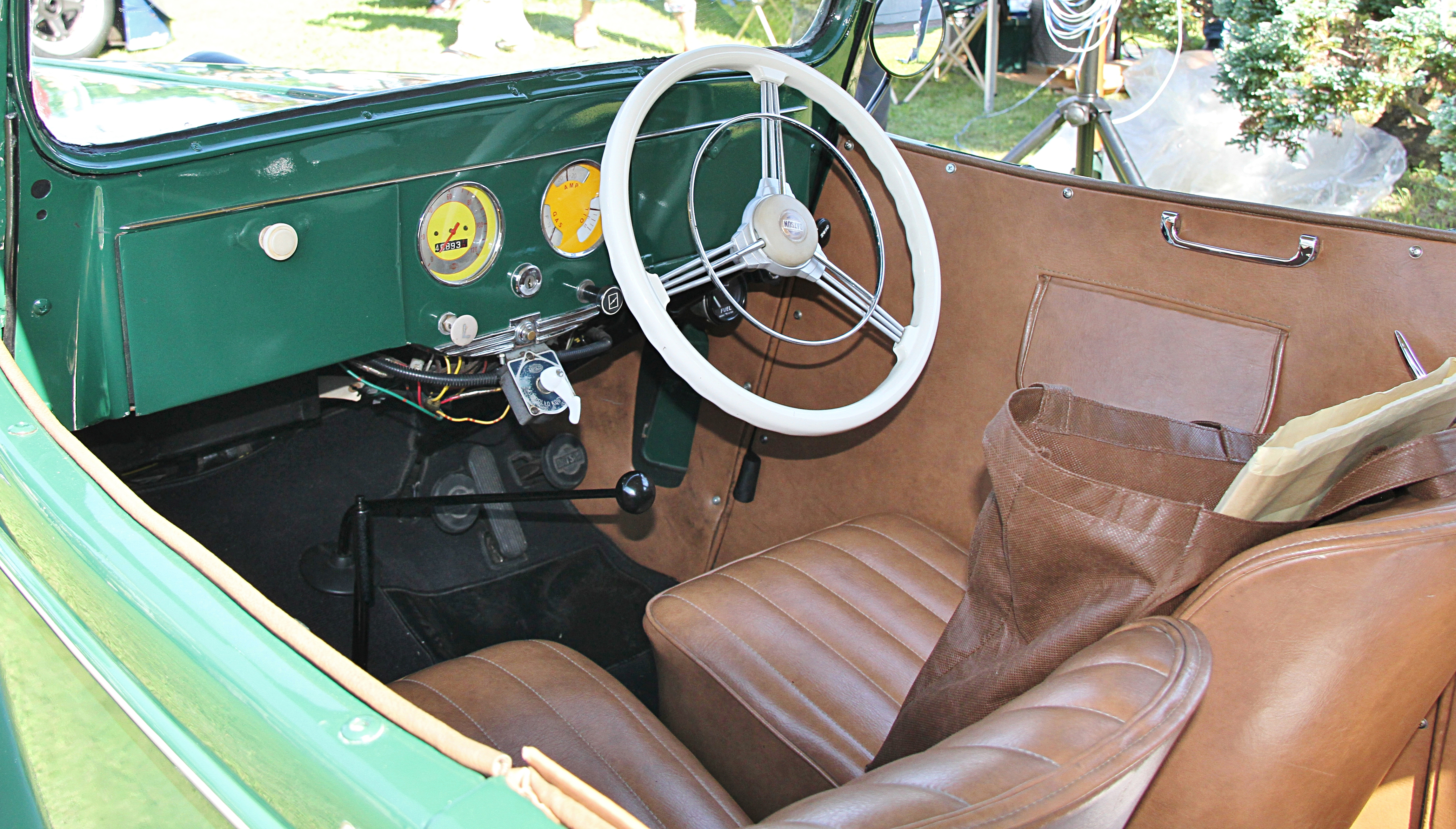
Gli interni di una Datsun 17 versione roadster

Il modello fu lanciato sui mercati nell'aprile del 1938 e sostituì la Datsun 16. Fu l'ultimo modello Datsun prodotto prima dello scoppio della seconda guerra mondiale. La produzione di automobili Datsun fu infatti completamente interrotta a causa degli eventi bellici, produzione che riprese nel 1947 a conflitto terminato con il lancio della Datsun DA, modello che sostituì la Datsun 17. La Datsun 17 era sostanzialmente una versione rinnovata della Datsun 16. I pochi cambiamenti rispetto al modello precedente riflettevano la carenza di materiali causata dalla guerra traducendosi in interni ancora più spartani. 
Gli ultimi esemplari di Datsun 17 furono prodotti alla fine del 1938, mentre la sua versione camion, la Datsun 17 Truck, continuò ad essere prodotta fino al 1944. L'offerta delle carrozzerie rimase invariata ed era quindi composta dalle versioni roadster, turismo, berlina e coupé. Il modello montava un motore a quattro cilindri con rapporto di compressione di 5,4 e con cilindrata di 722 cm³. Il propulsore, come quello della Datsun 16, erogava una potenza di 16 CV.